# Mireille Darc
Mireille Darc (Toulon, 15 de Maio de 1938–Paris, 28 de Agosto de 2017) foi uma atriz e modelo francesa. Actuou em diversas produções cinematográficas, com destaque para a sua interpretação em 1967 em Fim de Semana, filme de Jean-Luc Godard. Foi uma das actrizes mais populares do cinema francês dos anos 1960 e 1970.

## Biografia
Mireille nasceu em 1938, em Toulon, sendo baptizada Mireille Agroz. Mais tarde viria a adoptar o apelido artístico "Darc", em homenagem a Joana d’Arc. Estudou no Conservatório de Toulon , estreando-se no cinema em 1960, com um papel secundário em O Criminoso É Meu Amigo, de Jacques Dupont.
Em 1962 trabalhou com Julien Duvivier, em O Diabo (filme) e Os Dez Mandamentos, e em 1963 com Jean Girault, na comédia Casamento a Propósito, desempenhando o papel de filha de Louis de Funès.
Em 1964, participa em Des Pissenlits par la Racine, uma comédia de gansgters, na qual volta a contracenar com Louis de Funès. É aqui que conhece o realizador que a transformará numa vedeta, Georges Lautner, e com quem colaborará numa dúzia de filmes, até abandonar o cinema, em 1987, com La Vie Dissolue, de Gérard Floque. Os primeiros filmes de Lautner que protagonizou incluem Les Barbouzes, de 1964, contracenando com Lino Ventura e Bertrand Blier, e História duma Rapariga Loira, de 1966, filme que viria a consagrar a sua imagem de loura irreverente, independente e divertida, embora a sua personagem, Galia, acabasse apaixonada pelo arquétipo do macho latino, interpretado por Venantino Venantini.
Em 1967, protagonizou Fim de Semana, um dos mais selvagens filmes de Jean-Luc Godard, num desempenho que ficou para a história do cinema.
Em 1968, conheceu Alain Delon durante as filmagens de Jeff (filme), de Jean Herman, que estreou no ano seguinte. Mireille e Alain viveriam juntos durante quinze anos, voltando a contracenar juntos em 1970, em Madly, de Roger Kahane, e em 1974, em Borsalino & Companhia, de Jacques Deray. Em 1977, contracenaram novamente num dos seus melhores filmes que fez com Lautner, a Morte de Um Canalha. Os papéis de loura sedutora que desempenhou nos filmes policiais e de gansgsters de Georges Lautner viria a marcar fortemente a sua carreira cinematográfica, em particular nas décadas de 1960 e 1970, quando era comparada pelos críticos a Brigitte Bardot e Marilyn Monroe.
Em 1972, fez um dos seus maiores êxitos no cinema, e possivelmente o filme que mais contribuiu para a tornar um símbolo sexual: O Louro do Sapato Preto, de Yves Robert, uma comédia de espionagem. O vestido preto sem costas, que Guy Laroche desenhou especialmente para Mireille usar no filme é hoje uma peça de museu, conservada no Louvre.
Trabalhou também com Roger Vadim, Édouard Molinaro e André Cayatte, que a escolheu para contracenar com Annie Girardot no filme Chantagem (filme), de 1973. Participou ainda em alguns filmes menos conhecidos, como Summit, de 1968, de Giorgio Bontempo, interpretando a ex-amante parisiense, reencontrada por um repórter italiano de convicções maoístas.
Desde 2002 era casada com o arquitecto Pascal Desprez.
Em 1983, sofreu um grave acidente de automóvel quase fatal, forçando-a a abrandar o ritmo no resto da década. Mireille, que desde a infância sofria de uma insuficiência cardíaca, teve de ser operada de urgência, de coração aberto]. Regressou ao activo nos anos 1990, dedicando-se exclusivamente à televisão, na interpretação de telefilmes e séries, onde a sua carreira tem um segundo fôlego bem-sucedido.
Realizou também documentários sobre temas sociais, como o tráfico de órgãos e a prostituição, este último em 2015: Elles sont des dizaines de milliers sans abri.
Em Setembro do ano seguinte, sofre duas hemorragias cerebrais sucessivas, sendo hospitalizada. Seguiu-se “um ano de batalhas e sofrimentos”, nas palavras do marido, Pascal Desprez, na sua nota de despedida. Entrou em coma a 25 de Agosto de 2017, vindo a falecer na madrugada de 28 de Agosto, em Paris, aos 79 anos.
Foi condecorada com as insígnias da Ordem Nacional da Legião de Honra e da Ordem Nacional do Mérito.